# Палликарис, Иоаннис
Иоа́ннис Г. Палли́карис (греч. Ιωάννης Γ. Παλλήκαρης; род. 18 ноября 1947) — греческий хирург-офтальмолог, в 1989 году впервые выполнивший LASIK-процедуру. Также является разработчиком технологии Epi-LASIK.

## Биография
Иоаннис Палликарис родился 18 ноября 1947 года.
В 1972 году окончил медицинский факультет Аристотелевского университета в Салониках (Греция).
В 1978—1979 гг. продолжил постдипломное образование в Мюнхенском университете Людвига-Максимилиана (Германия) и Венском университете (Австрия).
В 2004—2007 гг. занимал должность президента Европейского общества катаракты и рефракционной хирургии (ESCRS).
В 2003—2011 гг. был ректором Университета Крита (Греция). Является основателем и директором Института оптики и зрения при этом же университете.
С 2011 года — директор офтальмологической клиники.